# Tengu

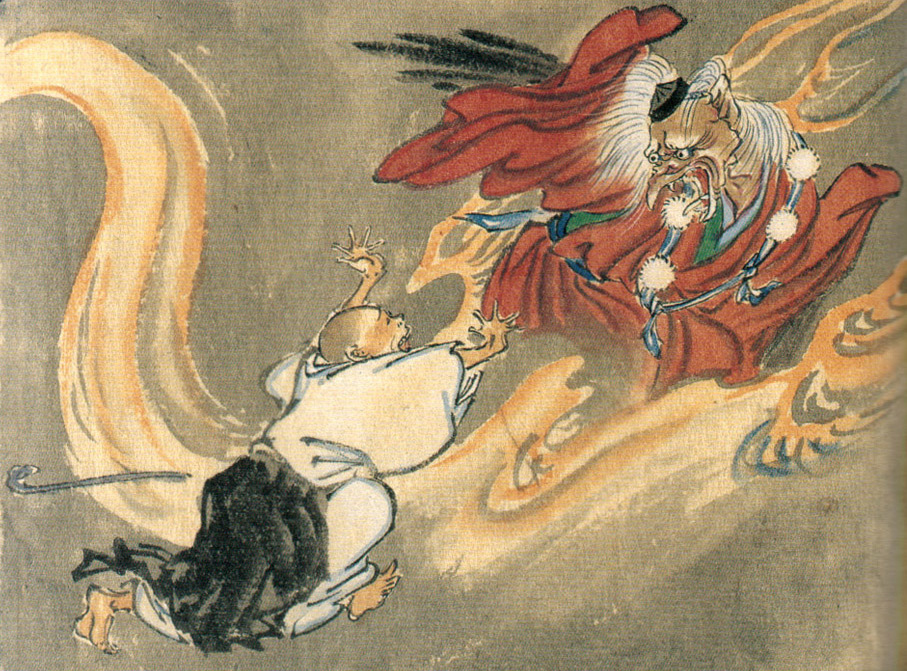
Tengu és egy buddhista szerzetes. Kavanabe Kjószai festménye. A tengu a sugendó követőire jellemző sapkát és pompomos nyakbavalót visel.

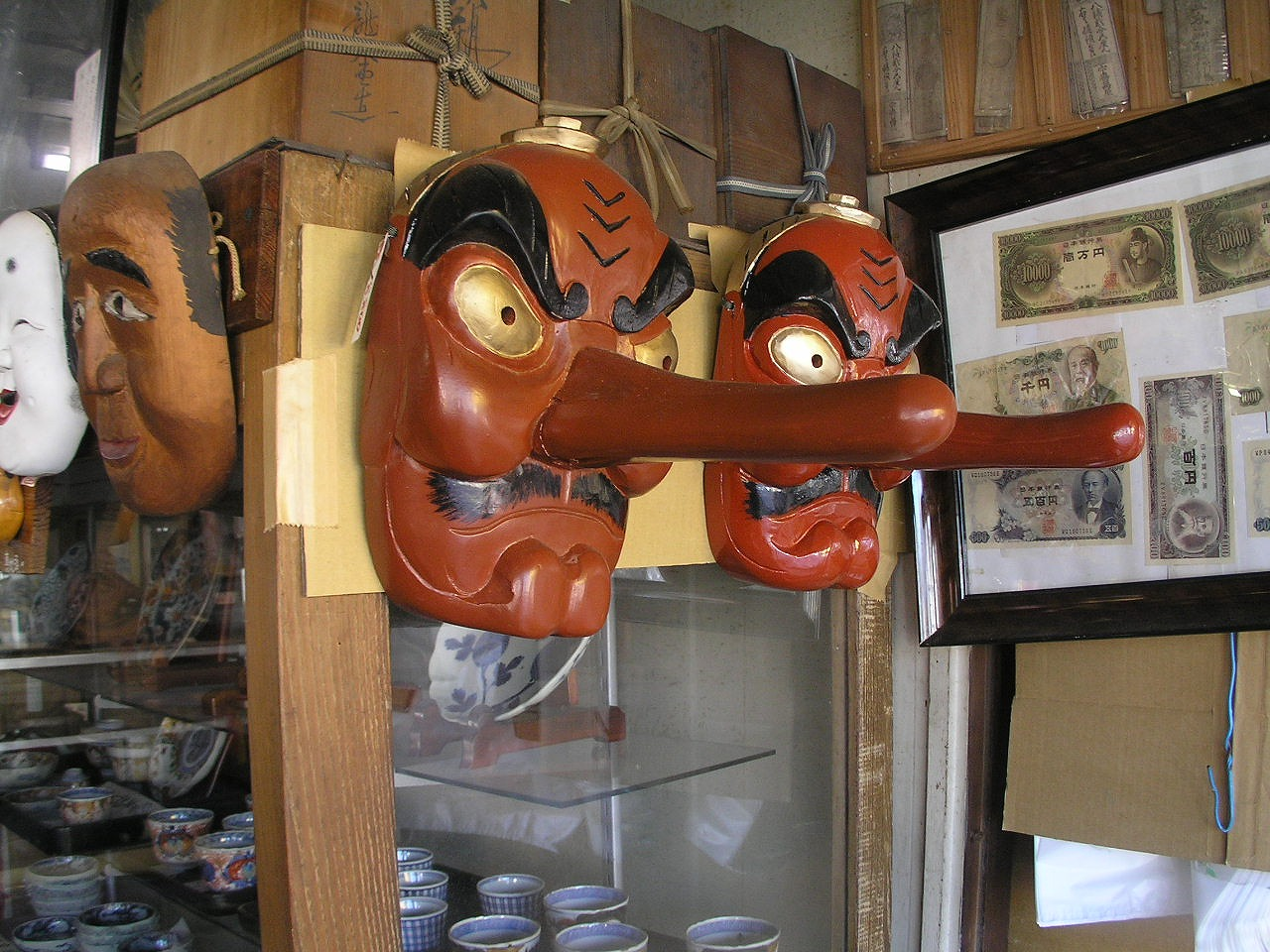
Tengu maszkok

A tengu (japán írással 天狗, jelentése „mennyei kutya”) a japán népi hitvilág egyik természetfeletti lénye, melyet egyaránt azonosítanak sintó istenként (kami), illetve jókaiként (szellemlény, lidérc, démon) is. Habár nevük egy kutyaformájú kínai démonéból (tiangou) származik, a tengu alakja már a kezdetektől ragadozómadarak jellemzőiből táplálkozott, hagyományosan mind emberi, mind madárszerű tulajdonságokkal ábrázolva. A legkorábbi képeken csőrrel szerepel, de a későbbiekben ezt a vonást gyakran természetellenesen hosszú orrként ábrázolták, mely ma a tengu alakjának egyik legismertebb ismertetőjegye.
A buddhizmus sokáig a háború előjelének, bajkeverő démonoknak tartotta a tengukat. Alakja azonban fokozatosan finomodott, a későbbiekben hegyek és erdők egyik védelmező, bár továbbra is veszélyes szellemévé/istenévé vált. Továbbá gyakran társítják a sugendónak nevezett buddhista szellemi irányzattal, általában az ezt követő erdei szerzetesek (a jamabusik) jellegzetes ruházatában ábrázolják.

## Kinézet

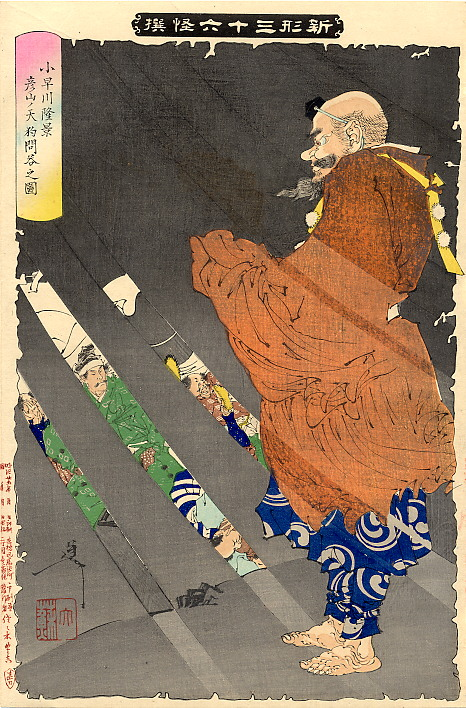
Kobajakava Takakage vitázik a Hiko-hegy tengujával. Cukioka Jositosi festménye. A tengu orra épp eléggé lóg ki ahhoz, hogy meg lehessen különböztetni egy hétköznapi jamabusitól.

A tengu rengetegféle alakban jelenik meg a művészetben, kinézete egy hatalmas, szörnyű madár képétől a teljesen emberi külsőig terjedhet, ez utóbbi sokszor piros színű arccal és/vagy bőrrel, illetve szokatlanul nagy vagy hosszú orral. A tenguk korai ábrázolásai héjaszerű lényeknek mutatják őket, melyek képesek emberi alakot felvenni, mely kiegészült madárszárnyakkal, -fejjel, vagy -csőrrel. A tengu hosszú orra a 14. század környékén jelenhetett meg, minden valószínűség szerint a madárcsőr egy emberi testrészbe való átültetésének szándékából. A hosszú orr összeköti őket a sintó Szarutahiko istenséggel, akit a Nihon Soki (egy korai japán történelmi-mitológiai irat) hasonló, hét arasz hosszúságot is elérő orral mutat be. Falusi fesztiválokon (ún. macurikon) a két alakot gyakran ugyanolyan piros, fallikus orrú maszkokban jelenítik meg.
A legelső tenguábrázolások néhánya japán képes tekercseken tűnnek fel, mint például a kb. 1296-ban festett Tenguzosi Emaki (天狗草子絵巻), ami magas rangú papokat parodizál ki, tengu démonok sólyomcsőrét adva rájuk. A tengukat gyakran ábrázolták valamilyen szerzetes alakját felvéve. A 13. századtól kezdve különösen a jamabusikkal kapcsolták össze, akik a sugendó gyakorlatainak követői, aszkéta hegyi szerzetesek voltak. A kapcsolat hamar megtalálta az útját a művészetben is, a tengukat leggyakrabban a jamabusik jellegzetes öltözékében ábrázolták, aminek része egy kis fekete sapka (頭襟, tokin), és pomponos nyakbavaló (結袈裟, juigesa).
A tengu gyakran hord magánál egy mágikus, tollakból készült legyezőt, a ha-ucsivát (羽団扇 „toll legyező”). A népmesékben ezeknek a legyezőknek megvan az a képessége, hogy megnövesszék, vagy lezsugorítsák valakinek az orrát, illetve rendszerint nagy szelek keltésének erejét tulajdonítják neki. Ezen kívül még sok egyéb, sajátos dolgot viselhet egy tengu, mint például egy magas, egyfogú getát (tradicionális japán fa papucs), mely ebből kifolyólag a tengu-geta nevet kapta.

## Eredet

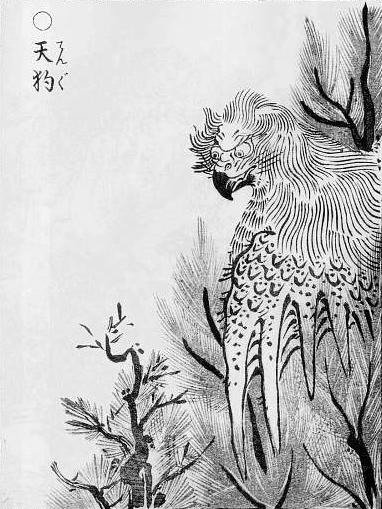
Tengu mint héjaszerű szörnyeteg. Torijama Szekien Gazu Hjakki Jakójából

A tengu név, illetve az írásjegyek, melyekkel írják, a kínai mitológia egy tiangou nevezetű démonának nevéből származik. Számos különböző leírásával találkozhatunk a kínai irodalomban, de a legtöbb úgy mutatja be, mint egy erőszakos, emberevő kutyaféle szörnyeteg, amely olyan, mint egy üstökös; mennydörgésszerű hang kíséri, és háborút hoz oda, ahová esik. Az 1791-ben írt Sú Jí Dzsí (述異記, „Furcsa történetek gyűjteménye”) egyik leírásában szerepel egy kutya alakú tiangou éles csőrrel és egyenes testtartással, de általában a kínai tiangou kevés hasonlatossággal bír japán megfelelőjéhez.
A tengu legelső japán említésének a 720-ban írt Nihonsoki 23. fejezetében található leírást tartják. Ez úgy szól, hogy egy hatalmas hullócsillag tűnik fel az égen, amit buddhista pap mennyei kutyaként azonosít, és nagyon hasonlóan a kínai hiedelemhez, feltűnése egy katonai lázadást előzött meg. Habár a tengut a Kínában használt írásjegyekkel írták le, a szót kísérő furigana (fonetikus átírás) az amacukicune (mennyei róka) olvasatot mutatják. M. V. de Visser úgy feltételezi, hogy a korai japán tengu talán két kínai szellemlény összetevődése: a tiangoué, és a huli jingnek nevezett rókaszellemeké.
Az, hogy a tengu egy kutya-meteorból hogyan pontosan hogyan is alakult át madár-emberré, nem tiszta. Néhány japán tudós azt a feltevést támogatja, hogy a tengu alakja a hindu sas istenségéből, Garudából származik, amit a buddhista szent szövegekben úgy említenek, mint egyike a nem emberi lények legfőbb fajainak. Ahogy a tengut, a garudát is sokszor ábrázolják antropomorf alakban, szárnyakkal és madárcsőrrel. Az Emmjó dzsizó-kjó (延命地蔵経) nevezetű japán szútrában garuda helyett a tengu név áll, de ez valamikor az Edo-kor környékén íródott, tehát jóval a tengu alakjának kialakulása után. Egy korai történet a Kodzsaku Monogatariban beszámol is egy tenguról, ami elragadott egy sárkányt, ami emlékeztet a garuda ellenségeskedésére a nága kígyókkal. Más részről azonban a tengu eredeti viselkedése merőben ellenkező a garudáéval, lévén ez utóbbi alapvetően jóindulattal viseltetik a buddhizmus iránt. De Visser szerint a tengu talán egy ősi sintó madár-démonból eredhetett, ami összevegyült mind a garuda, mind a tiangou alakjával, amikor a buddhizmus megérkezett Japánba. Bár nem talált túl sok bizonyítékot, ami alátámasztaná ezt a feltevést.
A Kodzsiki (古事記, „Régi dolgok feljegyzései”), egy ókori japán történelmi irat egy későbbi verziójában meg van említve Amanozako (egy szörnyű női istenség, aki a Szuszanoó kiköpte vadságból/kegyetlenségből született), kinek nevében az írásjegyek jelentése tengu istenség (天狗神). A könyv úgy mutatja be Amanozakót, mint dühöngő, repülni képes lényt, melynek emberi teste, bestia feje, hosszú orra, hosszú fülei és hosszú fogai vannak, amikkel át tud harapni egy kardot is. Egy a 18. században írt Tengu Meigikó (天狗名義考) című könyv azt állítja, hogy ez az istennő lehet a tenguk valódi elődje – ám a Kodzsiki keletkezési dátuma és hitelessége, és különösen ezé a kiadásáé, máig vitatott.

## Gonosz szellemek és dühös kísértetek

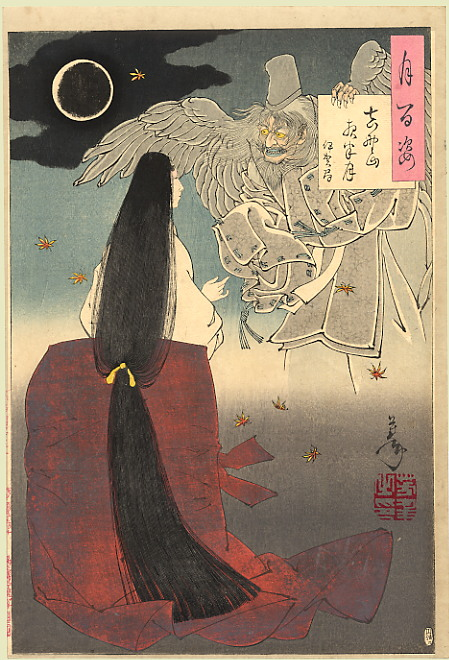
Iga no Cubone szembenéz Szaszaki no Kijotaka meggyötört szellemével, Jositosi festménye. Szaszaki kísértetalakja egy tengu szárnyaival és karmaival jelenik meg.

A késő Heian-korban kiadott történetgyűjtemény, a Kodzsaku Monogatari tartalmazza a legkorábbi tenguról szóló történetek néhányát, melyekben a tengu már úgy van bemutatva, mintha évszázadok óta jelen lenne. Ezek a tenguk a buddhizmus kellemetlen ellenfelei, akik félrevezetik a hívőket hamis Buddha-jelenésekkel, szerzeteseket ragadnak el és dobnak le elhagyatott helyeken, nőket szállnak meg és megpróbálják bűnre csábítani a szent embereket, templomokat fosztogatnak, és szentségtelen erőket adományoznak azoknak, akik imádják őket. Gyakran álcázzák magukat papoknak vagy szerzetesnőknek, de az igazi formájuk a héjáéra hasonlít.
A 12. és a 13. századi a leírások továbbra is úgy mutatják a tengut, mint bajok hozóit a világra. Ekkoriban úgy állították be őket, mint a harag szellemei, hiú vagy eretnek papokéi, akik eljutottak a „tengu-birodalmba” (天狗道, tengudó). Elkezdték megszállni az embereket, különösképp nőket és gyerekeket, és az ő szájukon keresztül beszélnek (kicunecuki). Még mindig ellenségei a buddhizmusnak, sőt, figyelmük az uralkodó családra is ráirányult. A Kodzsidan mesél egy császárnéról aki meg lett szállva, az Ókagami pedig beszámol Szandzsó császár esetéről, akit megvakított egy tengu, a pap szelleme miatt, aki ellenezte annak trónra kerülését.
Egy hírhedt tengu a 12. századból magának egy császárnak volt a szelleme. A Hógen Monogatari meséli el Szutoku császár történetét, akit apja erőszakkal mondatott le a trónról. Később kirobbantotta Hógen felkelést, hogy visszaszerezze az országot Go-Sirakava császártól, de leverték, és száműzték a Sikokun lévő Szanuki tartományba. A legenda szerint kínok közepette halt meg, megesküdve, hogy hatalmas démonná válva kísérteni fogja a japán népet, így félelmetes tenguvá lett, hosszú karmokkal és héja-szemekkel.
13. századi történetekben a tenguk fiatal fiúkat raboltak el, a papok mellett, akik mindig is a célpontjaik voltak. A fiúk gyakran visszatértek, míg a papokat összekötözve találták meg egy fa tetején, vagy más magas helyeken. A tenguk összes áldozata azonban a halál vagy az őrület határán levő állapotban jönnek vissza, esetenként miután becsapták őket, hogy trágyát egyenek.
Ebben az időszakban a tengut gyakran képzelték el az arrogáns szellemekként, ennek eredményeképp gyakran összefüggésbe hozták a beképzeltséggel és hiú büszkeséggel. A mai napig használt a japán nyelveben a „tengu ni naru”, vagyis „tenguvá válni” kifejezés, amit öntelt emberek jellemzésére használnak.

## Nagy és kis démonok

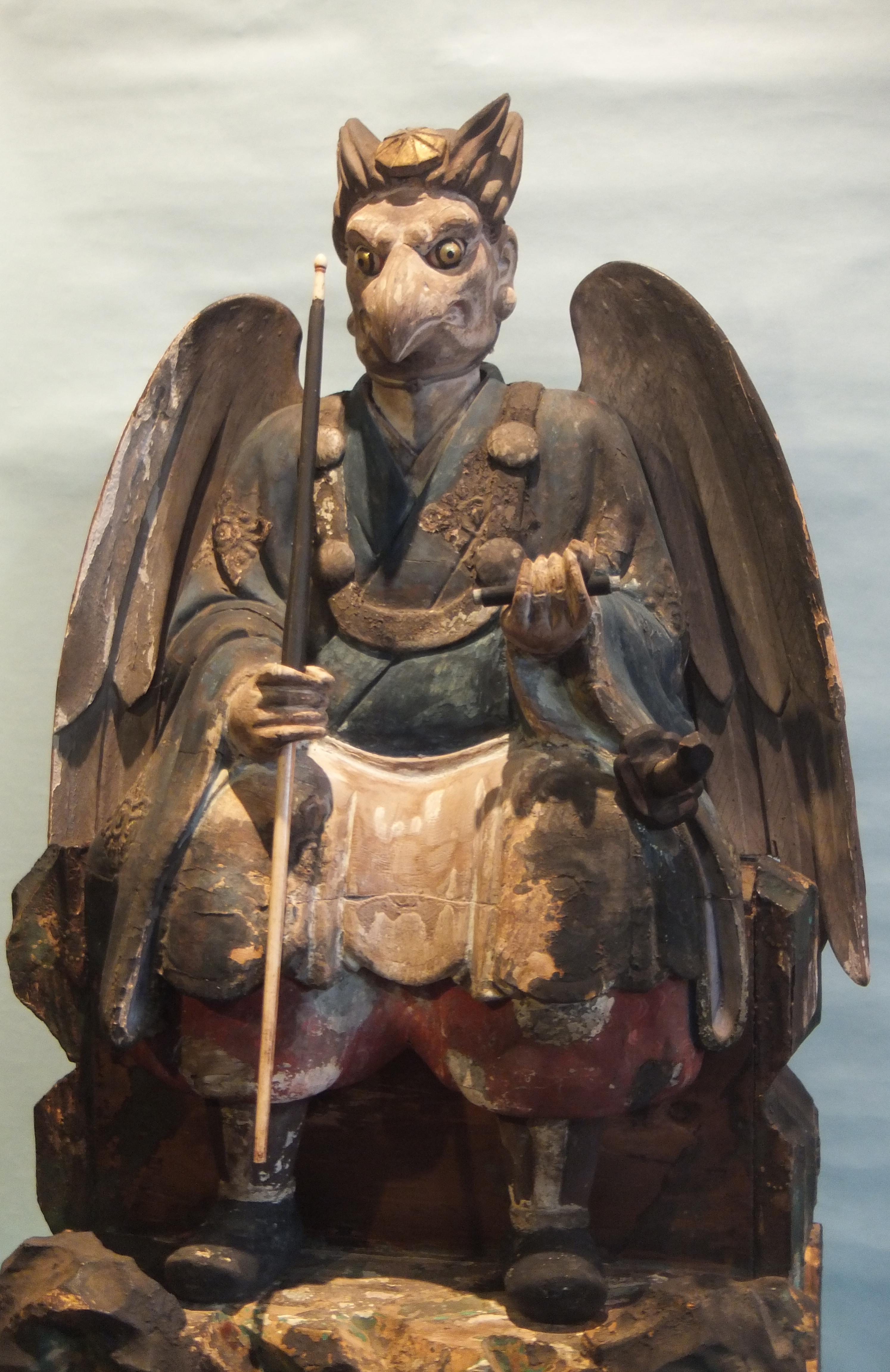
Varjú-tengu, késő Edo-korszak (28×25×58cm)

A Genpei Dzsószuikiben, ami késő Kamakura-korban íródott, Go-Sirakava császárnak megjelenik egy isten, és részletes beszámolót ad a tengu szellemekről. Azt mondja, azért járnak a tengu úton, mert mint buddhisták, nem mehetnek a pokolba, de mint rossz erkölcsű emberek, a mennybe sem juthatnak. Leírja a különböző típusú tenguk külsejét: papok, szerzetesnők, hétköznapi férfiak és asszonyok szellemei, akiket életükben megszállt a túlzott büszkeség. Az isten rámutat arra, hogy nem minden tengu egyenlő; a nagytudású férfiak daitenguvá (大天狗, nagy tengu) válnak, míg a jelentéktelenebbek kotenguvá (小天狗, kis tengu).

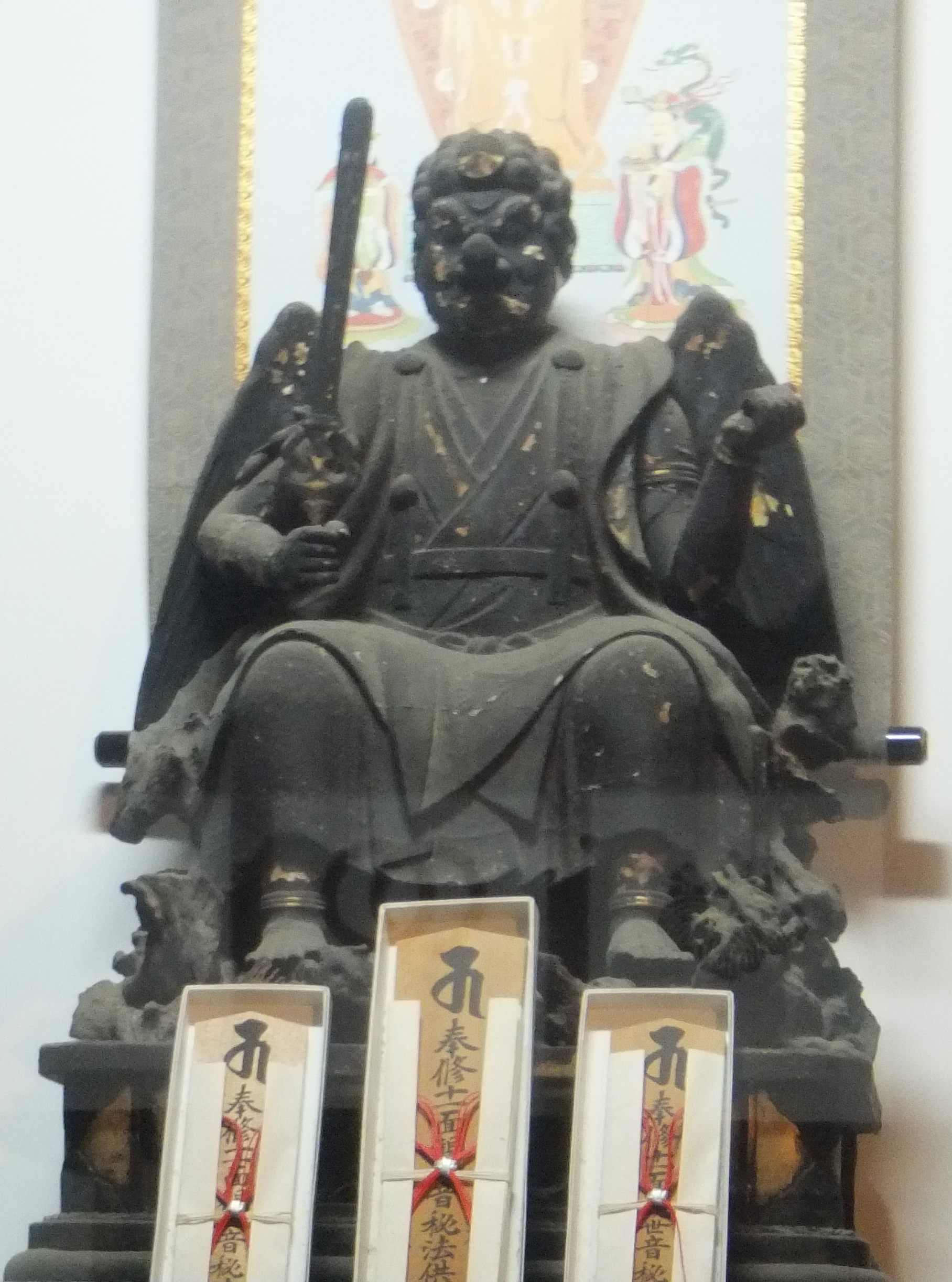
Akiba Szandzsakubó Daigongen a Hasze-templom (Hasedera) bejáratához közel, Nara prefektúra.

Hajasi Razan filozófus listába szedte a daitenguk legnagyobbjait, mint például a Kurama-hegyi Szódzsóbó, az Agato-hegyi Taróbó, és a Hira-hegyi Dzsiróbó. Kurama és Agato démonjai a leghíresebb tenguk közé tartoznak.
A Tengu Meigikó egyik szakasza, melyre később Inoue Enrjó is hivatkozott, a következő sorrendbe teszi a daitengukat:
- Szódzsóbó (僧正坊?), Kurama-hegy
- Taróbó (太郎坊?), Atago-hegy
- Dzsiróbó (二郎坊?), Hira-hegység
- Szandzsakubó (三尺坊?), Akiba-hegy
- Rjúhóbó (笠鋒坊?), Kómjó-hegy
- Buzenbó (豊前坊?), Hiko-hegy
- Hókibó (伯耆坊?), Daiszen-hegy
- Mjógibó (妙義坊?), Ueno-hegy (Ueno park)
- Szankibó (三鬼坊?), Icukusima
- Zenkibó (前鬼坊?), Ómine
- Kótenbó (高天坊?), Katsuragi
- Cukuba-hóin (筑波法印?), Hitacsi tartomány
- Daranibó (陀羅尼坊?), Fudzsi-hegy
- Naigubu (内供奉?), Takao-hegy
- Szagamibó (相模坊?), Siramine
- Szaburó (三郎?), Iizuna hegy
- Adzsari (阿闍梨?), Higo tartomány

A daitengukat sokkal emberibb alakban ábrázolják alárendeltjeiknél, és a hosszú orr miatt hanatakatengunak (鼻高天狗, magas-orrú tengu) is nevezik. A kotenguknak viszont annál madárszerűbb a megjelenése. Néha karasu-tengunak (烏天狗, varjú tengu), illetve koppa- vagy konoha-tengunak (木葉天狗, 木の葉天狗lomb tengu) hívják őket. Inoue Enrjó is úgy mutatja be Tenguron című művében a két fajtát, mint a nagy daitengut, és a kicsi, madárszerű konoha-tengut, ami cryptomeria fákon él. Egy 1746-ban íródott könyvben, a Sokoku Ridzsin Dan (諸国里人談)-ban szintén a konoha-tengu név van lejegyezve, mint madárszerű lények, amiknek szárnyai kiterjesztve összesen két méter szélesek, és épp halat fogtak az Ói folyóban. Ezeken a példákon kívül viszont csak elvétve jelenik meg ez az elnevezés a japán irodalomban.

## Védelmező szellemek és istenségek

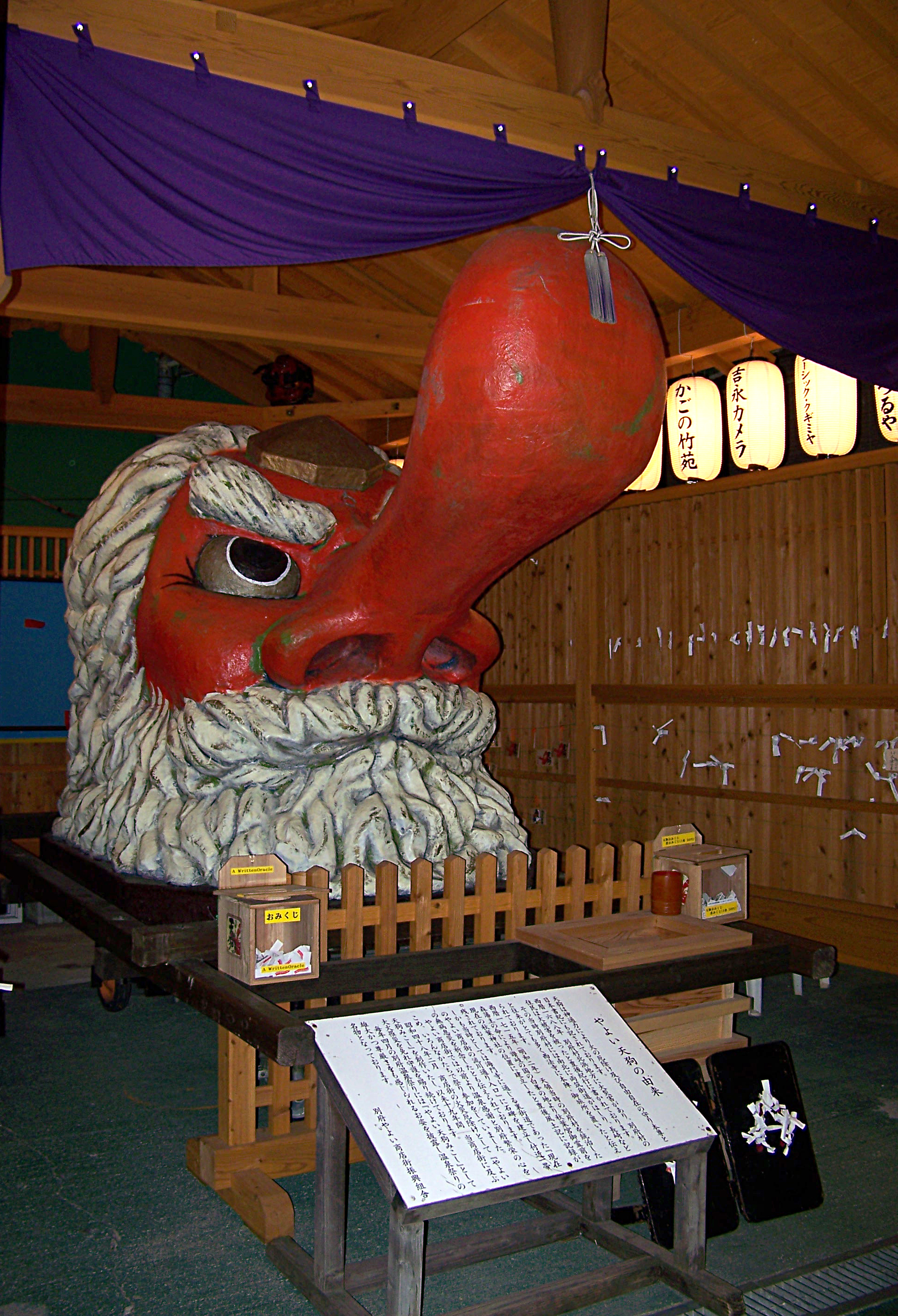
Egy tengu mikoshi (szentélybejárat) Beppu városában; Óita prefektúra, Kjúsú.

A Saszekisú, egy buddhista példabeszédeket tartalmazó könyv a Kamakura-korból, különbséget tesz jó és rossz tengu között. A könyv magyarázata szerint a jók a parancsolnak az rosszak felett, és nem ellenfelei, hanem védelmezői a buddhizmusnak – habár a túlzott büszkeség vagy ambíció hibája miatt jutottak a démoni sorsra, de megőrizték az eredeti jó, dharma által vezérelt énjüket, amilyenek életükben voltak.
A tenguk negatív beállítása tovább enyhült a 17. század folyamán. Egynéhány történet már sokkal kevésbé gonosz lényként festi le őket, akik inkább védelmezik és megáldják a buddhista templomokat, mintsem lerombolják vagy felégetik. A 18. században keletkezett legenda, a Kaidan Tosiotoko (怪談登志男?) szerint egy tengu egy jamabusi alakját vette fel, és egészen addig hűen szolgálta egy zen kolostor vezető papját, amíg az rá nem jött szolgája valódi kilétére. Akkor a tengu szárnyai és hosszú orra újra előtűnt. A tengu kért egy darabot a mestere bölcsességéből, majd elment, de titokban tovább szolgálta a kolostort természetfeletti erejével.

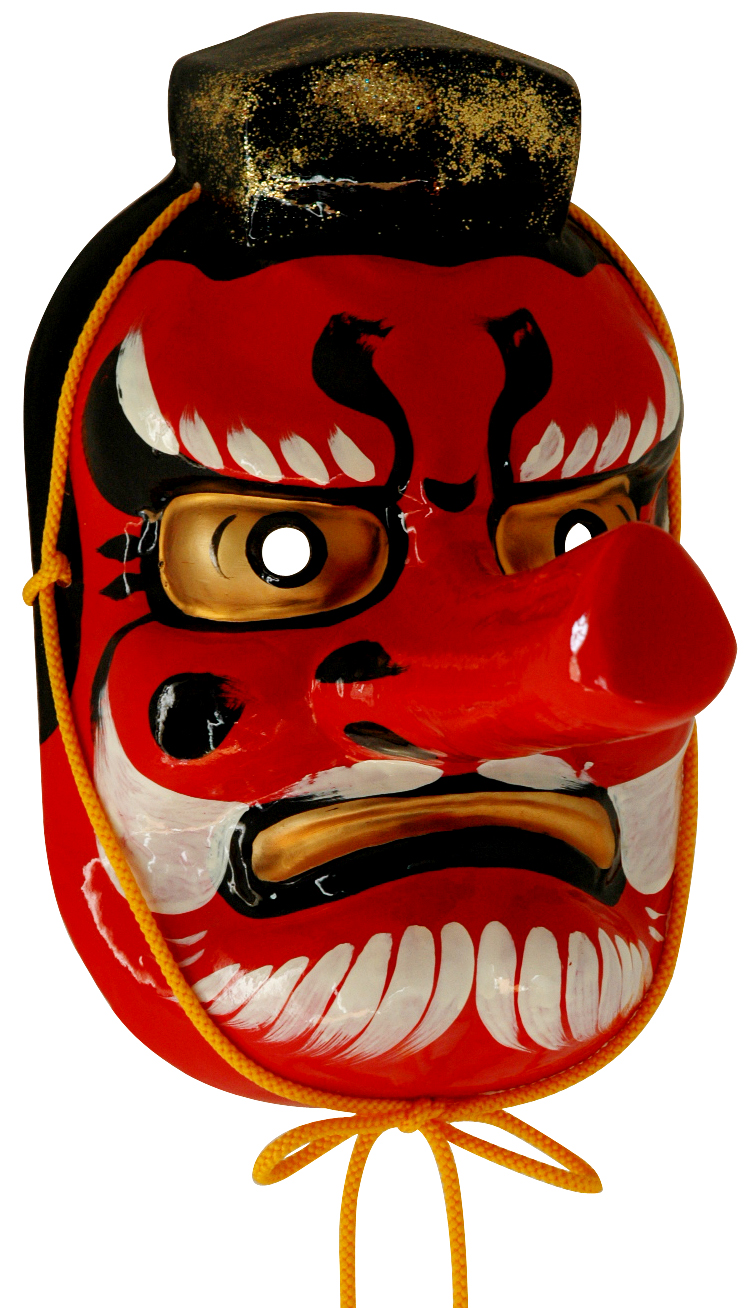
Jamabusi tengu (山伏天狗)

A 18. és 19. században a tengu úgy élt a köztudatban, mint egyes erdők félelmetes, éber őrei. Az 1764-es, furcsa történeteket tartalmazó gyűjteményben, a Sanshu Kidan (三州奇談)-ban szól egy történet, egy férfiról, aki falevélgyűjtés közben egy mély völgybe téved, és hirtelen heves jégzivatar tör rá. Később egy csoport földműves elmeséli neki, hogy abban a völgyben volt, ahol a guhin él, és bárki, aki akár csak egyetlen levelet elvisz onnan, biztos halált hal. Az 1849-ben írt Szózan Csomon Kisú (想山著聞奇集?)-ban a szerző beszámol a Mine tartománybéli favágók szokásáról: egy bizonyos fajta, kuhin-mochinak nevezett rizskekszet használtak, hogy kiengeszteljék a tengut, aki egyébként mindenféle gonosz tréfával nehezítené a dolguk. Egy másik tartományban egy különleges fajtájú halat – okozét ajánlottak fel a tengunak az erdőt járó emberek és vadászok, cserébe a sikeres aznapi munkáért. Isikava prefektúrában egészen a mostani időkig hitték az emberek, hogy a tengu ki nem állhatja a makrélát, ezért ezt a halat használták talizmánként a gyermekrablás, a csínytevő szellemek ellen.
Számos japán vallási kultusz tiszteli a tengut, mint jótevő kamit (istenek, nagyrabecsült szellemek elnevezése). Például Izuna hegyet sokan keresik fel, hogy a hozzá kapcsolt Szaburó nevű tengu előtt tiszteletet tegyenek, illetve sokan mások imádják mint Izuna Gongen (飯綱権現, Izuna megtestesülése), aki egyike az Izuna Sugen kultusz fő isteneinek, amivel összekapcsolják még a róka varázslatokat és a tantrikus buddhizmus Dakinijét (egy buddhista istennő) is. Így Izuna Gongen alakját csőrrel és szárnyakkal ábrázolják, akinek kígyók vannak tekeredve a végtagjaira, lángnyelvek alkotta dicsfény veszi körül, rókaháton lovagol, kezében pedig kardot suhogtat. Egyéb szent hegyek tenguinak tisztelői hasonló kinézetet kölcsönöztek isteneiknek, ilyenek például Szandzsakubó (三尺坊), az Akiba hegyi Akiba Gongen (秋葉権現),és az Odavarai Szaidzsó-dzsi templomhoz kötött Dórjó Gongen (道了権現).

## Közkedvelt népmesék

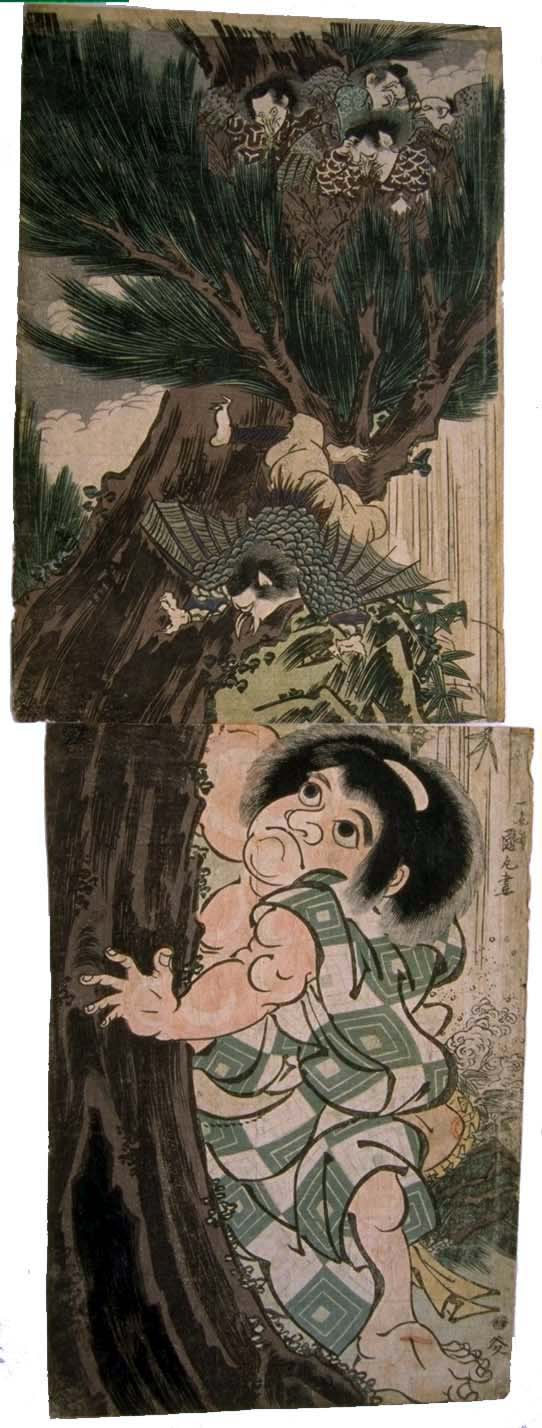
A népmesehős, Kintaró, kis tenguk fészkét zargatja.

A tengu rendszeresen feltűnik a szájhagyomány útján terjedt népmesékben, melyeket a japán folklórkutatók összegyűjtöttek. Ezek legtöbbször mulatságos történetek, melyek úgy igyekeznek ábrázolni a tengut, mint nevetséges lényt, akit könnyedén össze tudnak zavarni, vagy be tudnak csapni az emberek.
Néhány közismert népi történet, melyekben feltűnik a tengu:
- "A tengu mágikus köpenye" (天狗の隠れみの Tengu no kakuremino)
- "Az öregember eltüntetett kinövése" (瘤取り爺さん Kobu-tori dzsí-szan)
- "A tengu legyezője" (天狗の羽団扇 Tengu no ha-ucsiva)
- "A tengu kulacsa" (天狗の瓢箪 "Tengu no hjótan")
- "A tengu és a favágó"

## Megjelenési helyei a modern médiában
Suzuki Julietta 2008-ban indult, Kamisama Hajimemashita (Kamisama Kiss (神様はじめました Kamisama Hajimemashita, 'Begin life as God') című mangájának visszatérő karaktere Kurama, a popsztárként élő tengu. Ugyanez a karakter a mű 2012-es animeadaptációjában is megjelenik.

### Elsődleges források
- de Visser, M. W. (1908). „The Tengu”. Transactions of the Asiatic Society of Japan 34 (2), 25–99. o, Kiadó: Z. P. Maruya & Co..
- Fister, Pat.szerk.: Stephen Addiss: Tengu, the Mountain Goblin, Japanese Ghosts and Demons. New York: George Braziller, Inc, 103–112. o. (1985). ISBN 0-8076-1126-3
- Mizuki, Shigeru. Mizuki Shigeru No Nihon Yōkai Meguri. Japan: JTB, 122–123. o. (2001). ISBN 4-533-03956-1
- Seki, Keigo (1966). „Types of Japanese Folktales”. Asian Folklore Studies 25, 1–220. o, Kiadó: Asian Folklore Studies, Nanzan University.. DOI:10.2307/1177478. JSTOR 1177478.

### Kiegészítő források
- de Visser, M. W. (1908). „The Fox and the Badger in Japanese Folklore”. Transactions of the Asiatic Society of Japan 36 (3), 107–116. o, Kiadó: Z. P. Maruya & Co..
- Mizuki, Shigeru. Mujara 1: Kantō, Hokkaidō, Okinawa-hen. Japan: Soft Garage (2003). ISBN 4-86133-004-1
- Mizuki, Shigeru. Mujara 2: Chūbu-hen. Japan: Soft Garage (2003). ISBN 4-86133-005-X
- Mizuki, Shigeru. Mujara 4: Chūgoku/Shikoku-hen. Japan: Soft Garage (2004). ISBN 4-86133-016-5
- Moriarty, Elizabeth (1972). „The Communitarian Aspect of Shinto Matsuri”. Asian Folklore Studies 31 (2), 91–140. o, Kiadó: Asian Folklore Studies, Nanzan University. DOI:10.2307/1177490. JSTOR 1177490.
- Knutsen, Roald. Tengu - The shamanic and esoteric origins of japanese martial arts. Kent: Global Oriental (2011). ISBN 978-1-906876-22-7

### Fordítás
Ez a szócikk részben vagy egészben  a   Tengu című angol Wikipédia-szócikk fordításán alapul.  Az eredeti cikk szerkesztőit annak laptörténete sorolja fel. Ez a jelzés csupán a megfogalmazás eredetét és a szerzői jogokat jelzi, nem szolgál a cikkben szereplő információk forrásmegjelöléseként.